# (943) Begonia
(943) Begonia és un asteroide del cinturó principal descobert per l'astrònom Karl Wilhelm Reinmuth en 1920 des de l'observatori d'Heidelberg-Königstuhl, Königstuhl, Heidelberg (Alemanya).
Porta el seu nom en honor de la begònia, una planta de la família de les begoniàcies.
S'estima que té un diàmetre de 69,21 ± 3,0 km. La seva distància mínima d'intersecció de l'òrbita terrestre és d'1,46944 ua. El seu TJ és de 3,148.
Les observacions fotomètriques recollides d'aquest asteroide mostren un període de rotació de 15,66 hores, amb una variació de lluentor de 9,77 de magnitud absoluta.